# Walter Ferreira
Pour les articles homonymes, voir Ferreira.
Walter Ferreira, de son nom complet Walter Caetano Carvalho Ferreira est un footballeur portugais né le 28 février 1946 à Porto Alexandre en Angola portugais et mort le 10 septembre 2006. Il évoluait durant sa carrière au poste de milieu de terrain.

## Biographie
Walter Ferreira naît à Porto Alexandre en Angola portugais. Formé au Sporting Portugal, il commence sa carrière professionnelle en 1964 au Varzim SC, où il passe deux saisons,.
En 1966, il s’engage avec l'AD Sanjoanense, où il connaît une période faste avec 51 matchs et 17 buts inscrits en seulement deux saisons. Ces performances attirent l’attention de clubs de haut niveau, et en 1968, il signe au CF Belenenses,.
Avec le CF Belenenses, Ferreira continue sur sa lancée, participant à 27 matchs et marquant 4 buts en deux saisons. Il s’expatrie en France en 1970 pour jouer au Red Star FC, où il joue deux saisons. Il inscrit le but du maintien en Division 1 lors du dernier match de sa première saisoncontre Valenciennes. Au total, durant son passage à Saint-Ouen, il inscrit 3 buts en 25 matchs en Championnat de France,.
Walter Ferreira poursuit ensuite sa carrière aux Pays-Bas, où il évolue pour le FC Volendam (18 matchs et 3 buts). Il est prêté au Royal Antwerp puis au Willem II en 1973. Il continue son parcours en Belgique en étant prêté au KAA La Gantoise en 1973-1974 et enfin il revient au Portugal en prêt au Portimonense SC,.
Il est transféré en Allemagne avec le Wuppertaler SV en 1976, où il inscrit 1 but en 3 matchs,.
En 1977, Ferreira retourne à Portimonense pour une dernière saison avant de rejoindre AD Sanjoanense en 1978. Il achève sa carrière professionnelle avec des passages brefs à l'Estrela Amadora en 1979 puis à Ermesinde en 1980,.